# Florence Wambugu
Florence Muringi Wambugu (née le 23 août 1953) est une pathologiste des végétaux et virologue kényanne. Elle est surtout connue pour sa promotion de l'utilisation des biotechnologies pour augmenter la production alimentaire de l'Afrique.

## Biographie
Wambugu fréquente l'Université de Nairobi où elle obtient un B.Sc. en botanique et zoologie. En 1984, elle obtient une Maîtrise universitaire ès sciences de l'Université d'État du Dakota du Nord en pathologie, puis fait un Ph.D. à l'Université de Bath en 1991, qui lui décerne également un diplôme honorifique en 2009. Entre 1991 et 1994, elle fait des études post-doctorales chez Monsanto,. Ce travail avec Monsanto, et des financements de la Fondation Gates, a donné lieu à débat : les investissements de cette entreprise et  de cette fondation favorisent-ils un modèle agricole pertinent sur le long terme , ?
Elle travaille un temps au Service international pour l'acquisition d'applications agricoles biotechnologiques, puis, en 1994, elle fonde et dirige l'Africa Harvest Biotech Foundation International (AHBFI), une fondation à « but non-lucratif » ayant des bureaux à Nairobi, Johannesburg et Washington, D.C.,. Elle est également chercheuse associée principale d’Africa Biofortofied Sorghum Project, et auteur /éditrice de Modifying Africa: How Biotechnology Can Benefit the Poor.
En 2008, elle obtient le prix Yara de la Yara Foundation pour ses contributions significatives à la lutte contre la faim et la pauvreté en Afrique.

## Vie privée
Florence Wambugu a trois enfants[réf. nécessaire].